# Bollodingen

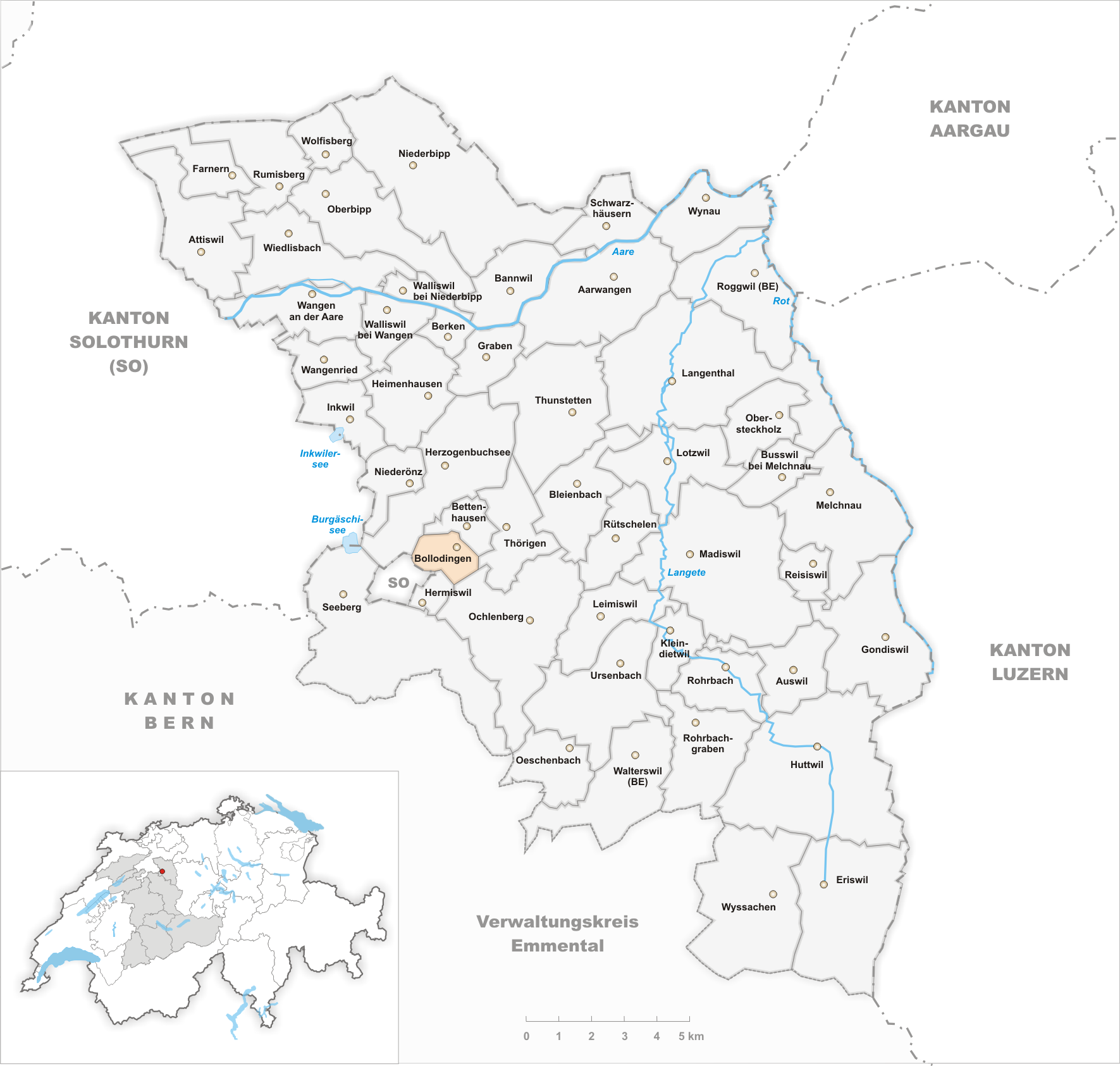
Gemeindestand vor der Fusion am 1. Januar 2011

Bollodingen ist eine Ortschaft in der politischen Gemeinde Bettenhausen im Schweizer Kanton Bern. Bis zum 31. Dezember 2010 war Bollodingen eine eigene politische Gemeinde im Verwaltungskreis Oberaargau. Am 1. Januar 2011 fusionierte sie zur Gemeinde Bettenhausen.

## Geographie
Bollodingen liegt auf 476 m ü. M., zwei Kilometer südlich von Herzogenbuchsee und acht Kilometer südwestlich der Stadt Langenthal (Luftlinie). Das Strassenzeilendorf erstreckt sich in der Ebene des Önztals, an der Önz nahe der Einmündung der Altachen, am nördlichen Rand des Molassehügellandes des höheren Mittellandes (Buchsiberge), im Oberaargau.
Die Fläche des 2,0 km² grossen Gebiets der ehemaligen Gemeinde umfasst einen Abschnitt des nördlichen Berner Mittellandes. Der zentrale Teil des Gebietes wird von der rund 1 km breiten Ebene des Önztals eingenommen. Die Önz fliesst in ihrem mittleren Abschnitt in einem Tal, das lange Zeit am Rand des eiszeitlichen Rhonegletschers lag und als Schmelzwasserrinne diente. Die Talebene wird im Westen von der Höhe von Steinhof flankiert, von der das Oberholz (bis 535 m ü. M.) noch zu Bollodingen gehört. Nach Südosten erstreckt sich der Boden der ehemaligen Gemeinde auf die Molassehöhe des Humbergs, auf dem mit 597 m ü. M. die höchste Erhebung von Bollodingen erreicht wird. Von der Gemeindefläche entfielen 1997 7 % auf Siedlungen, 30 % auf Wald und Gehölze, 62 % auf Landwirtschaft, und etwas weniger als 1 % war unproduktives Land.
Zu Bollodingen gehören die Aussensiedlung Hege (473 m ü. M.) nördlich des Dorfes und einige Einzelhöfe.

## Bevölkerung
Mit 205 Einwohnern (Stand 31. Dezember 2010) gehörte Bollodingen zu den kleinen Gemeinden des Kantons Bern. Von den Bewohnern waren 2000 98,6 % deutschsprachig, 0,9 % französischsprachig, und 0,5 % sprachen Englisch. Die Bevölkerungszahl von Bollodingen belief sich 1850 auf 274 Einwohner, 1900 auf 239 Einwohner. Im Verlauf des 20. Jahrhunderts nahm die Bevölkerungszahl bis 1980 leicht auf 201 Personen ab. Seither wurde wieder eine leichte Bevölkerungszunahme verzeichnet.

## Wasserversorgung
Die Wasserversorgung ist Sache des Gemeindeverbandes Wasserversorgung an der untern Oenz (WVOe). Wie viele andere Wasserversorger hat auch die WVOe mit Chlorothalonil-Metaboliten zu kämpfen. Wasserproben aus dem Jahr 2019 zeigten gleich bei vier Trinkwasserfassungen des WVOe Überschreitungen der geltenden Höchstwerte. Infolge der Wärme und Trockenheit im Jahr 2019 wurden die Kunden im Juli desselben Jahres dazu aufgerufen, den Wasserverbrauch einzuschränken.

## Wirtschaft
Bollodingen war bis in die zweite Hälfte des 20. Jahrhunderts ein vorwiegend durch die Landwirtschaft geprägtes Dorf. Noch heute haben der Ackerbau, der Obstbau (in Dorfnähe) und die Viehzucht einen wichtigen Stellenwert in der Erwerbsstruktur der Bevölkerung. Einige weitere Arbeitsplätze sind im lokalen Kleingewerbe und im Dienstleistungssektor vorhanden, unter anderem in Betrieben des Maschinenbaus und des Fensterbaus. In den letzten Jahrzehnten hat sich das Dorf auch zu einer Wohngemeinde entwickelt. Viele Erwerbstätige sind deshalb Wegpendler, die hauptsächlich in der Region Langenthal-Herzogenbuchsee arbeiten.

## Verkehr
Bollodingen liegt abseits der grösseren Durchgangsachsen, ist aber vom Regionalzentrum Herzogenbuchsee her und von der Hauptstrasse Burgdorf-Langenthal leicht erreichbar. Durch eine Buslinie, welche die Strecke von Herzogenbuchsee nach Langenthal bedient, ist Bollodingen an das Netz des öffentlichen Verkehrs angebunden.

## Geschichte
Die erste urkundliche Erwähnung des Ortes erfolgte 1262 unter dem Namen Polatingen. Später erschienen die Bezeichnungen Bolathingen (1266), Bollendingen (1533), Bollondingen (1554) und Bollodingen (1850). Die Etymologie des Ortsnamens ist nicht eindeutig geklärt. Er geht vermutlich auf den althochdeutschen Personennamen Bollhard zurück und bedeutet somit bei den Leuten des Bollhard.
Im Mittelalter unterstand Bollodingen der kyburgischen Landgrafschaft Burgund. Seit dem 13. Jahrhundert ist ein lokales Adelsgeschlecht erwähnt, das den Namen des Dorfes trug. Auch das Kloster St. Urban und die Solothurner Familie von Stein hatten Grundbesitz auf dem Gemeindegebiet. Im Jahr 1406 geriet Bollodingen unter Berner Herrschaft und wurde der Landvogtei Wangen zugeteilt. Bollodingen bildete darin einen Gerichtskreis. Nach dem Zusammenbruch des Ancien Régime (1798) gehörte das Dorf während der Helvetik zum Distrikt Wangen und ab 1803 zum Oberamt Wangen, das mit der neuen Kantonsverfassung von 1831 den Status eines Amtsbezirks erhielt.

## Sehenswürdigkeiten
Im Ortskern sind einige charakteristische Bauernhäuser des bernischen Landstils aus dem 18. und 19. Jahrhundert erhalten. Bollodingen besitzt keine eigene Kirche, es gehört zur Kirchgemeinde Herzogenbuchsee.